# Mohammed Qassim
Mohammed Qassim Al Bloushi (arabe : راشد عبد الرحمن) (né le 9 novembre 1981 à Abou Dabi aux Émirats arabes unis) est un joueur de football international émirati, qui évolue au poste de défenseur.

## Biographie

### Carrière en sélection
Avec l'équipe des Émirats arabes unis, il a joué 68 matchs (pour un but inscrit) entre 2002 et 2010. Il figure notamment dans le groupe des sélectionnés lors des Coupes d'Asie des nations de 2004 et de 2007.

## Palmarès
| Al Ain - Coupe des Émirats arabes unis (1) : - Vainqueur : 2000-01. - Coupe du golfe des clubs champions (1) : - Vainqueur : 2001. |  | Al Ahli - Championnat des Émirats arabes unis (2) : - Champion : 2005-06 et 2008-09. - Vice-champion : 2003-04. - Coupe des Émirats arabes unis (3) : - Vainqueur : 2001-02, 2003-04 et 2007-08. - Supercoupe des Émirats arabes unis (1) : - Vainqueur : 2008. - Finaliste : 2009. - Coupe de la UAEFA : - Finaliste : 2005 et 2007. |